# Konsiga
Konsiga es una comuna o municipio del círculo de Yelimané de la región de Kayes, en Malí. En abril de 2009 tenía una población censada de 4928 habitantes.
Se encuentra ubicada al oeste del país y al norte de la región de Kayes, en la zona climática del Sahel, cerca de la frontera con Mauritania y la región de Kulikoró.